# Juan de Hospital
Juan de Hospital Hort (Banyoles, 11 de febrer de 1725 - Ravenna, 23 de novembre 1800) va ser un missioner jesuïta, científic, catedràtic i escriptor, conegut per haver estat l'introductor de la ciència moderna a Amèrica del Sud.
Va néixer en una família acomodada de Banyoles, com demostra que el seu pare, Martirià Hospital, fos enterrat a l'església del monestir benedictí de Sant Esteve. La seva mare fou Maria Anna Hort i ell fou el menor de deu germans. Va marxar a Sant Martí Sacosta de Girona amb 15 anys a estudiar humanitats clàssiques i filosofia, on tindria com a professor el teòleg i escriptor Antoni Codorniu. El 1743 va passar a ser novici a Tarragona fins que decidí fer-se missioner el 1745, després de la mort de la seva mare. L'anada a l'Equador va ser una aventura, ja que va haver d'esperar quatre anys al Puerto de Santa María i el viatge va estar marcat pels pirates, les tempestes i les malalties.
A Quito va ser catedràtic de filosofia. Va donar un curs de filosofia el curs 1760-1761 que tingué un gran pes en la introducció de la ciència moderna a Amèrica del Sud. Resultat d'aquest curs va ser la tesi que va dirigir i que es va presentar a la Universitat de San Gregorio de Quito (Equador) el desembre del 1761, una tesi que portava per nom Coelorum extasi i on es feia una defensa inèdita a Amèrica de la teoria de Copèrnic, segons la qual la Terra dona voltes al sol. Quan els jesuïtes foren expulsats de Quito, hagué de tornar a Europa, on visqué a Espanya, Còrsega, Genovesat i finalment Ravenna.
El 2017 els historiadors Joan Anton Abellan Manonellas i Byron Núñez-Freile van fer un llibre per explicar la seva vida. què, junt amb la tasca docent d'Hospital, es narra la seva vida.